# Westnik Jewropy (1802–1830)

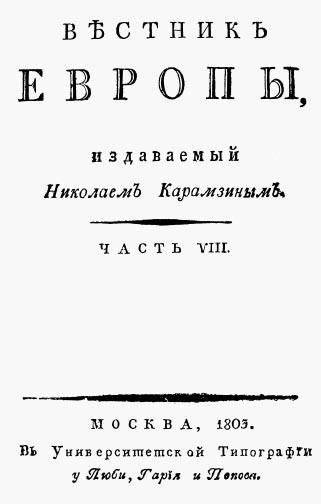
Titelblatt des Europäischen Boten von 1803 (Herausgeber Nikolai Michailowitsch Karamsin)

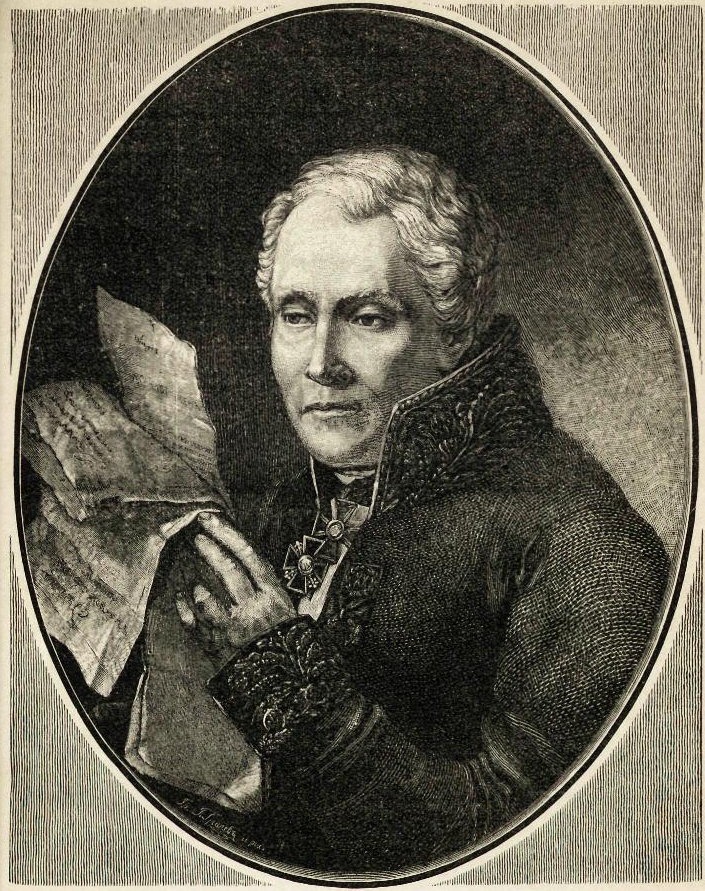
Michail Trofimowitsch Katschenowski, Herausgeber des Europäischen Boten von 1805–1807 und 1815–1830

Westnik Jewropy (russisch Вестник Европы, dt. Europäischer Bote) war eine russische Zeitschrift, die von 1802 bis 1830 in Moskau erschien. Sie erschien zweimal monatlich in 24 Büchern, die offiziell als Teile (Bände) 1–6 jedes Jahres fortlaufend gezählt wurden.
Die Zeitschrift widmete sich hauptsächlich der Literatur und Kunst, behandelte aber zum Teil auch Fragen der russischen Innenpolitik der Zeit und Berichte zu aktuellen Vorgängen bzw. der zeitgenössischen Geschichte Russlands als auch anderer Länder.
In den ersten 2 Jahren, 1802 und 1803, gab Nikolai Michailowitsch Karamsin die Zeitschrift heraus und bekam dafür vom Pächter der Druckerei der Universität Moskau Popow, von dem die Idee zur Gründung der Zeitschrift ausging, eine jährliche Entschädigung in Höhe von 3000 Rubel. Im folgten als Herausgeber
- 1804 Pankrati Platonowitsch Sumarokow (1765–1814) – Schriftsteller und Journalist, einer der Begründer des Zeitschriftenwesens in Sibirien; verwandt mit Alexander Petrowitsch Sumarokow
- 1805–1807 Michail Trofimowitsch Katschenowski (1775–1842) – Historiker, Übersetzer, Literaturkritiker, Professor für Darstellende Künste und Archäologie sowie später auch Rhetorik an der Universität Moskau
- 1808 – Nr. 20/1809 Wassili Andrejewitsch Schukowski – russischer Dichter, einer der Begründer der russischen Romantik
- 1809, Nr. 21 – 1810 Wassili Andrejewitsch Schukowski und Michail Trofimowitsch Katschenowski
- 1811–1813 Michail Trofimowitsch Katschenowski (1775–1842)
- 1814 Wladimir Wassiljewitsch Ismailow (1773–1830) – russischer Dichter, zeitweise Zensor
- 1815–1830 Universität Moskau; Michail Trofimowitsch Katschenowski (1775–1842)

Die ersten beiden von Karamsin herausgegebenen Jahrgänge brachten zahlreiche Gedichte von Wassili Lwowitsch Puschkin, einem Onkel von Alexander Sergejewitsch Puschkin, Derschawin, Schukowski und Karamsin selbst.
Im Westnik Jewropy debütierte 1814 der damals noch am Lizeum studierende Alexander Sergejewitsch Puschkin mit ersten eigenen Gedichten, die er An den Freund und Dichter Wilhelm Küchelbecker richtete. Ebenso veröffentlichte der Übersetzer aus dem Lateinischen Andrej Zwetajew hier 1828 seine erste Übersetzung Die Heilung des Leguve oder ein Exemplar des Poems Die Ehre der Frau und brachte in Heft 21 für 1829 einen Auszug Über die ausländischen Gesandten aus der Abhandlung zur Geschichte Russlands «Moscoviae ortus et progressus» (Der Aufstieg und die Entwicklung Moskaus) von Daniel Prinz von Buchau.